# Ratan Tata
Ratan Tata (n. 28 decembrie 1937, Bombay, India Britanică – d. 9 octombrie 2024, Mumbai, Maharashtra, India) a fost un industriaș și filantrop indian care a ocupat funcția de președinte al Grupului Tata din 1990 până în 2012 și președinte interimar din octombrie 2016 până în februarie 2017. El a continuat să conducă fundațiile sale caritabile până la moartea sa.

## Biografie
Moștenitor al lui Jamsetji Tata, fondatorul „imperiului” Tata și practicant al zoroastrismului, Ratan Tata a condus Grupul Tata, o companie de familie care, în 2006, a înregistrat venituri de douăzeci și două de miliarde de dolari. Averea sa personală este estimată la trei sute de milioane de dolari, fiind astfel unul dintre cei mai bogați oameni din India.
Ratan Tata a murit pe 9 octombrie 2024, la vârsta de 86 de ani, în Mumbai.